# ФК Енкамп
ФК Енкамп је андорски фудбалски клуб из Енкампа и тренутно се такмичи у Првој лиги Андоре. 
ФК Енкамп је онован 1950. године, и најстарији је клуб у Андори. Док није основана лига у Андори, клуб се такмичио у Шпанији.
У сезони 2007/08. клуб је испао у другу лигу, а већ у сезони 2008/09. следио је експресни повратак у Прву лигу Андоре.
Боја дресова је плаво-бела мајица и бели шорц на домаћем терену, а у гостима црвена мајица и црн шорц.

## Титуле
Прва лига Андоре: 2 пута
- 1995/96., 2001/02.

Куп Андоре: 2 пута
- 2005/06., 2008/09.

## ФК Енкамп у европским такмичењима

### УЕФА куп
| Сезона   | Такмичење | Ниво          | Резултат | Држава | Екипа | Дом. | Гост |
| -------- | --------- | ------------- | -------- | ------ | ----- | ---- | ---- |
| 2002/03. | УЕФА куп  | квалификације | 0:13     | Русија | Зенит | 0:5  | 0:8  |

### Интертото куп
| Сезона  | Такмичење     | Ниво    | Резултат | Држава  | Екипа | Дом. | Гост |
| ------- | ------------- | ------- | -------- | ------- | ----- | ---- | ---- |
| 2003/04 | Интертото куп | 1. коло | 1:7      | Белгија | Лирс  | 0:3  | 1:4  |